# Мохамед Бенкабілья
Мохамед Бенкабілья (араб. بن قابلية محمد, нар. 2 лютого 1993, Оран) — алжирський футболіст, півзахисник клубу «НШ Магра».
Виступав, зокрема, за клуби «АСМ Оран» та «Кабілія», а також олімпійську збірну Алжиру.

## Клубна кар'єра
У дорослому футболі дебютував 2014 року виступами за команду клубу «АСМ Оран», в якій провів два сезони, взявши участь у 40 матчах чемпіонату. 
Своєю грою за цю команду привернув увагу представників тренерського штабу клубу «Кабілія», до складу якого приєднався 2016 року. Відіграв за команду з Тізі-Узу наступний сезон своєї ігрової кар'єри.
До складу клубу «УСМ Алжир» приєднався 2017 року. Відтоді встиг відіграти за команду з Алжира 7 матчів в національному чемпіонаті.

## Виступи за збірну
2016 року захищав кольори олімпійської збірної Алжиру. У складі цієї команди провів 3 матчі, забив 1 гол. У складі збірної — учасник футбольного турніру на Олімпійських іграх 2016 року у Ріо-де-Жанейро.